# Ziraat Bankası
Ziraat Bankası (in turco: Banca dell'agricoltura) è una banca turca con sede a Istanbul, uno dei sei istituti pubblici del Paese.
È erede dei cosiddetti "Forzieri della Patria", una proto-cooperativa agricola istituita da Mithat Pascià nel 1863 all'epoca dell'Impero ottomano.

## Storia
Nella prima metà del XIX secolo, nonostante l'adozione di modelli occidentali di finanza e commercio, l'Impero ottomano non disponeva di capitali sufficienti per fondare un proprio sistema bancario nazionale. La situazione aveva effetti particolarmente nefasti per i contadini, che rappresentavano la maggioranza della popolazione. Questi ultimi non avevano infatti alcuna struttura finanziaria istituzionale a cui rivolgersi, e si vedevano perciò costretti a prendere in prestito denaro dagli usurai a tassi di interesse spropositati.
Per questi motivi, l'allora governatore della provincia di Niš, Mithat Pascià, decise di ovviare al problema e, nel 1863, provvide a organizzare i nuovi "Forzieri della Patria" (Memleket Sandığı), prima istituzione finanziaria agricola fondata dallo Stato e operante con garanzia statale. Nel 1888, l'istituto fu rinominato Ziraat Bankası e venne aperto un ufficio nella capitale Istanbul. 
Dopo aver svolto la funzione di banca centrale, prima dell'istituzione della Banca centrale della Repubblica di Turchia, negli anni '30 del Novecento la banca svolse un ruolo fondamentale nel finanziamento della meccanizzazione agricola nel neo-nato Stato repubblicano, canalizzando i fondi ottenuti grazie al Piano Marshall statunitense.